# 이계훈 (바둑 기사)
이계훈(李啓勳, 1957년 2월 5일 ~ 2000년 7월 31일)은 2000년 사망한 기사이다.

## 약력
1979년에 양재호 九단의 동기로 입단하였고, 이후 1999년 2월 5일 은퇴하여 2000년 7월 31일 사망하였다. 